# St. Josef (Huchem-Stammeln)

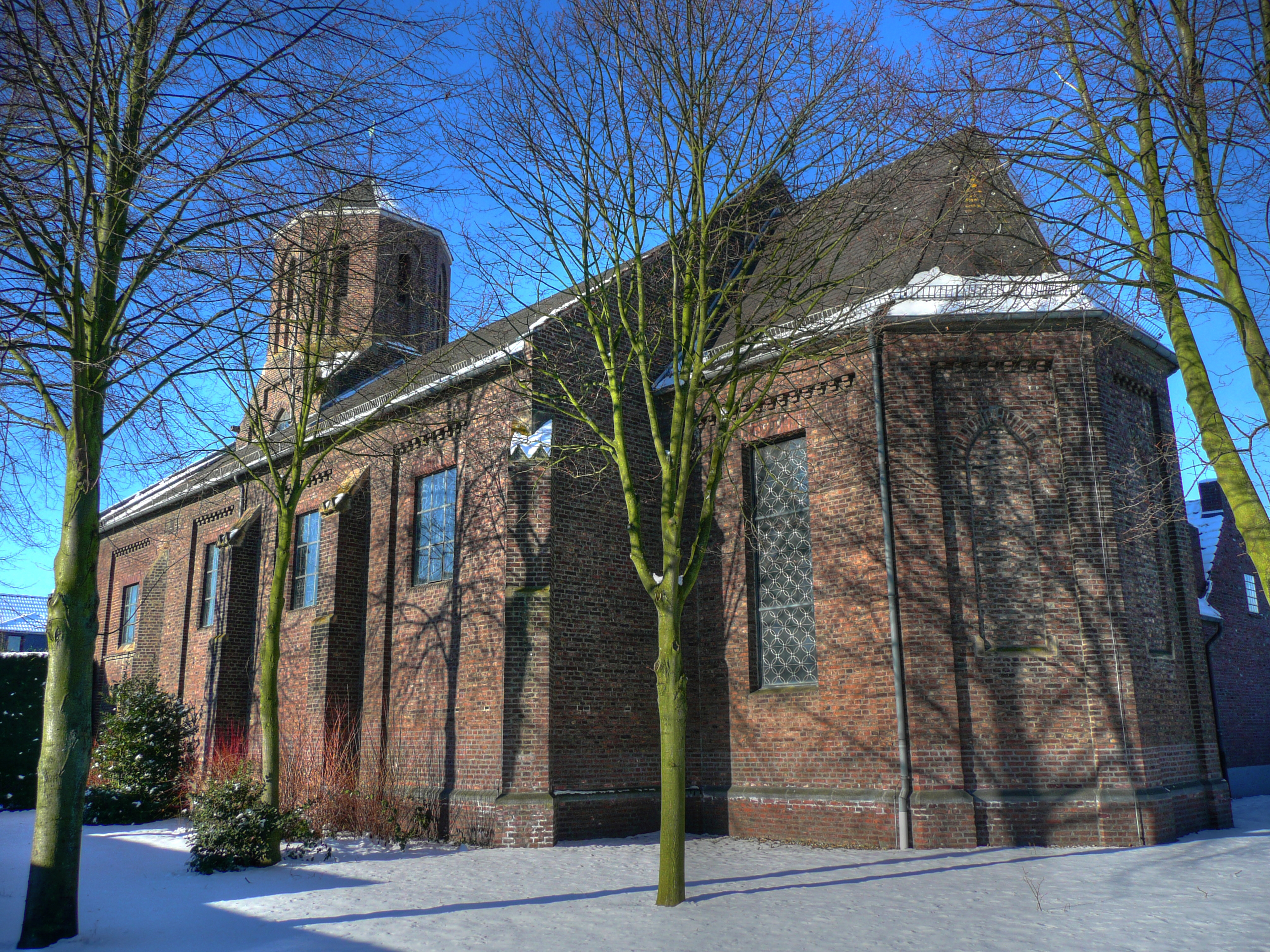
St. Josef in Huchem-Stammeln

St. Josef ist die römisch-katholische Pfarrkirche des Ortsteils Huchem-Stammeln der Gemeinde Niederzier im Kreis Düren (Nordrhein-Westfalen).
Zur Pfarre gehört die Filiale Selhausen mit der Marienkapelle.

## Geschichte

### Pfarrei
Bis zum Jahr 1864 gehörte Huchem-Stammeln sowie Selhausen zur Oberzierer Pfarre St. Martin. Bereits um 1845 gab es erste Pläne, Huchem-Stammeln zur eigenständigen Pfarrei zu erheben. Am 13. Februar 1858 trug die damalige Filialgemeinde Huchem-Stammeln die Bitte um Abtrennung von der Mutterpfarre Oberzier an das Kölner Erzbistum heran. Daraufhin formierte sich seitens der Oberzierer Pfarre Widerstand, da mit einer Abtrennung Huchem-Stammelns wichtige Finanzeinnahmen fehlen würden. Schließlich einigte man sich mit den Oberzierern und konnte somit am 10. September 1858 die Eingabe der Bitte um Abtrennung und Neuerrichtung einer Pfarrei für Huchem-Stammeln und Selhausen an die Kölner Diözesankurie übergeben. Die Entschädigungssumme für die Mutterpfarre wurde am 9. Januar 1862 festgelegt. Die staatliche Erlaubnis zur Errichtung einer eigenständigen Pfarrei erfolgte daraufhin am 16. April 1862 durch König Wilhelm von Preußen, der später zum ersten deutschen Kaiser erhoben wurde. Die kirchliche Erlaubnis wurde am 14. Juni 1862 von Erzbischof Johannes Kardinal von Geissel erteilt. Daraufhin wurde am 14. Juni 1864 Huchem-Stammeln mit Selhausen von der Mutterpfarre Oberzier abgetrennt und zur eigenständigen Pfarrei erhoben.
Seit 1930 gehört die Pfarrgemeinde zum wiedererrichteten Bistum Aachen.

### Kirchengebäude
Die heutige Kirche wurde 1863 bis 1864 nach den Plänen des Kölner Diözesanbaumeisters Vincenz Statz im Stil der Neugotik erbaut. Die Grundsteinlegung fand am 18. April 1863 statt und die Konsekration erfolgte und am 15. August 1868. 1922 wurde die Kirche zum Westen hin erweitert. Dies wurde notwendig, da die Bevölkerung Huchem-Stammelns und Köttenichs (zu Huchem-Stammeln) durch den Bau einer Fabrik stark zugenommen hatte. Im Zweiten Weltkrieg wurde die Kirche zu ungefähr 70 % zerstört. Beim Wiederaufbau der Kirche mussten die Reste des Anbaus von 1922 abgebrochen werden. Das ehemals dreischiffige Kirchenschiff wurde zu einem großen Schiff zusammengefasst. Die im Krieg zerstörten Gewölbe sind durch eine bunt angemalte Flachdecke ersetzt worden. Die Ausstattung ist ebenfalls fast vollständig zerstört worden.

## Baubeschreibung
Die von Statz geplante und in dieser Form bis zum Umbau 1922 bestehende Kirche, war eine dreischiffige, dreijochige Backsteinhallenkirche mit einem vorgebauten, dreigeschossigen Glockenturm im Westen, der im obersten Geschoss in ein Achteck übergeht und von einem spitzen Turmhelm bekrönt wurde, und einem dreiseitig geschlossenen Chor im Osten. Der gesamte Innenraum wurde von Kreuzrippengewölben überspannt.
Der Anbau von 1922 verlängerte das Kirchenschiff um ein Joch nach Westen, sodass das Gotteshaus nun vierjochig war. Dadurch war der Glockenturm nun in das Kirchenschiff eingezogen. Dieser Zustand hat sich bis heute erhalten. Vor den Glockenturm wurde im Zuge der Erweiterung noch ein fünfseitig geschlossener Westchor gesetzt, der links und rechts jeweils von einem Vorbau mit Eingängen begleitet wurde. In diesem Westchor war vermutlich eine Taufkapelle untergebracht. Dieses Ensemble war ebenfalls im Baustil der Neugotik errichtet worden und passte sich dem ursprünglichen Kirchenbau an. Dieser Teil wurde jedoch im Zweiten Weltkrieg zerstört und nicht wieder aufgebaut.

## Ausstattung
Von der ursprünglichen neugotischen Ausstattung hat sich noch eine Kreuzigungsgruppe des Bildhauers Michael Stephan aus dem Jahr 1864 erhalten. Diese schmückte einst den Hochaltar und befindet sich heute im Chorraum. Sie wurde 1957 und 2013 restauriert. Außerdem sind noch vier Altarbilder mitsamt der hölzernen Einfassung vom Hochaltar erhalten geblieben. Sie befinden sich an der Ostwand des ehemaligen nördlichen Seitenschiffs. Ebenfalls erhalten ist der Taufstein aus Sandstein von 1864, welcher ebenfalls von Michael Stephan geschaffen wurde. Das Gnadenbild Unserer Lieben Frau von der immerwährenden Hilfe überdauerte auch den Krieg und wurde 1896 angeschafft und 1986 restauriert.
Von der modernen Ausstattung sind der Volksaltar des Künstlers Jochem Pechau, Köln aus dem Jahr 1979 zu erwähnen, sowie der dazugehörige Ambo. Den Tabernakel schuf Hildegard Domizlaff 1963. Er befindet sich seit 1978 in der Pfarrkirche. Weiterhin ist eine Pietà des Künstlers Bruno Hauser aus dem Jahr 1955 erwähnenswert. Sie besteht aus Ulmenholz. Die Buntglasfenster sind Werke von Hermann Gottfried aus dem Jahr 1955. Zwei Fenster auf der Orgelempore schuf Jean Keller 1993.

## Orgel
Die Orgel ist ein Werk der Hellenthaler Firma Weimbs Orgelbau und wurde 1987 geschaffen. Das Instrument besitzt 13 Register auf zwei Manuale und Pedal verteilt. Die Schleifladen sind mechanisch.
| I Hauptwerk C–g3   |    |
| Prinzipal          | 8′ |
| Hohlflöte          | 8′ |
| Oktave             | 4′ |
| Superoktave        | 2′ |
| Mixtur             | IV |
| Krummhorn/Trompete | 8′ |

| II Nebenwerk C–g3 |    |
| Bourdon           | 8′ |
| Holzflöte         | 4′ |
| Gemshorn          | 2′ |
| Sesquialter       | II |
| Larigot           | II |
| Tremulant         |    |

| Pedal C–f1  |     |
| Subbass     | 16′ |
| Gedecktbass | 8′  |

| I Hauptwerk C–g3   |    |
| Prinzipal          | 8′ |
| Hohlflöte          | 8′ |
| Oktave             | 4′ |
| Superoktave        | 2′ |
| Mixtur             | IV |
| Krummhorn/Trompete | 8′ |

| II Nebenwerk C–g3 |    |
| Bourdon           | 8′ |
| Holzflöte         | 4′ |
| Gemshorn          | 2′ |
| Sesquialter       | II |
| Larigot           | II |
| Tremulant         |    |

| Pedal C–f1  |     |
| Subbass     | 16′ |
| Gedecktbass | 8′  |

## Glocken
| Nr. | Name     | Durchmesser (mm) | Masse (kg, ca.) | Schlagton (HT-1/16) | Gießer               | Gussjahr |
| 1   | Josephus | 1550             | 1500            | e'                  | Fa. Ulrich, Bockenem | 1924     |
| 2   | Maria    | 1280             | 850             | g'                  | Fa. Ulrich, Bockenem | 1924     |
| 3   | Hubertus | 1040             | 450             | h'                  | Fa. Ulrich, Bockenem | 1924     |

## Denkmal
Die Kirche ist unter Nr. 12 in die Liste der Baudenkmäler in Niederzier eingetragen.

## Pfarrer
Folgende Priester waren bislang Pfarrer an St. Josef: Bis zur Pfarrerhebung 1864 waren die Oberzierer Pfarrer für Huchem-Stammeln zuständig.
| von – bis | Name                            |
| --------- | ------------------------------- |
| 1864–1888 | Kaspar Joseph Rumpen            |
| 1888–1908 | Matthias Wilhelm Bergrath       |
| 1908–1919 | Christian Alfons van der Broeck |
| 1919–1931 | Bernhard Siebert                |
| 1931–1947 | Josef Zingsem                   |
| 1947–1963 | Anton Künster                   |
| 1964–1975 | Josef Bernhard                  |
| 1975–2011 | Heinrich Müller                 |
| Seit 2011 | Andreas Galbierz                |